# Luisa Geiselsöder
Luisa Geiselsöder, née le 10 février 2000 à Ansbach, est une basketteuse allemande.

## Biographie
Elle se fait remarquer dans les équipes de jeunes, d'abord en 2015 en U16 au Portugal, puis de nouveau l'année suivante en Italie (14,7 points). En août 2017, elle dispute le championnat U18 de Division B avec 16,4 points et 10,1 rebonds,. L'été suivant, elle dispute le championnat de division A avec 11,3 points par match dans un tournoi remporté par l'Allemagne, aux côtés de la MVP du tournoi Nyara Sabally et de Leonie Fiebich. Durant l'été 2019 en Thaïlande, elle s'illustre au championnat du monde U19 avec 13,9 points de moyenne à 55,7 % de réussite et 6,9 rebonds dans une compétition où l'Allemagne cette fois privée de Nyara Sabally se classe treizième,, puis lors du championnat d'Europe U20 avec 12,6 points. En novembre 2019, elle fait ses débuts avec l'équipe senior à l'occasion des matches de qualification pour le championnat d'Europe 2021.
En 2019-2020, elle joue avec le club allemand de Donau-Ries (où elle joue depuis 2015) pour des statistiques de 18,6 points avec 58,8% à 2-points, 3,8 rebonds et 1,4 passe décisive pour une évaluation moyenne de 15,9 points en 24 minutes de jeu. En avril 2020, elle signe un contrat en LFB avec Landerneau et quelques jours plus tard elle est draftée en WNBA par les Wings de Dallas en 21e position.
Le 7 juin 2022, La Roche VBC annonce la signature de Luisa Geiselsöder pour la saison suivante.

## Palmarès

### Équipe nationale
- Médaille d'or au championnat d'Europe U18 Division B 2017[3]
- Médaille d'or au championnat d'Europe U18 2018[4]

### Club
Basket Landes
- Vainqueur du Match des Champions LFB 2024
- Vice-championne de France 2024
- Finaliste de la Coupe de France 2024
- Championne de France 2025

## Distinction personnelle
- Meilleur cinq du championnat d'Europe U18 Division B 2017[10]